# Hjadstrup Kirke
Hjadstrup Kirke er en sognekirke i landsbyen Hjadstrup 2 km vest for Otterup på Fyn. Landsbyen er muligvis nævnt første gang 1404, mens kirken er omtalt 1416, da viebisp Søren indviede et sidealter.
1468 er det omtalt, at biskop Mogens Krafse havde "fuld ret" til kirken, som han sammen med Krogsbølle Kirke lod annektere til det Sankt Knudskapel, han stiftede i Sankt Knuds Kirke, Odense. Under landehjælpen 1524-26 betalte kirken 20 mark.
Efter reformationen 1536 lå kirken lå til Kronen frem til 1678, da den sammen med Østrup Kirke blev solgt til Sidsel Knudsdatter Grubbe. Begge blev 1682 solgt til hendes nieces ægtefælle, Johan Didrich von Wettberg til Østrupgård, og Hjadstrup Kirke tilhørte denne herregård frem til overgangen til selveje 1. januar 1909.
Kirken var sandsynligvis annekskirke til Skeby Kirke i en del af 1500-tallet, idet dens præstegård 1572 blev omtalt som en 'annekspræstegård', og 1581 at dens beboere havde overtaget gården fra Skebys sognepræst. Senest 1588 var Hjadstrup imidlertid annekteret til Østrup; et forhold der varede frem til 1904.

## Bygning
Kirken er en romansk kvaderstensbygning, hvis mure i vid udstrækning er bevarede. Skibet er 16,5 m langt og koret 6,5 m. I senmiddelalderen er den udbygget med et tårn i vest og et våbenhus i nord. Et nyt (også nedrevet) våbenhus blev opført 1842 ved tårnets vestgavl, mens dets forgænger blev omdannet til materialrum. 1885 istandsattes kirken gennemgribende og begge disse våbenhuse blev nedrevet og et nyt opført ved skibets norddør.

## Inventar
Kirkens middelalderlige inventar omfatter en romansk døbefont af såkaldt 'Højbytype', et korbuekrucifiks fra 1400-50, en klokke fra 1466 og et røgelseskar, der nu er i Nationalmuseet.
Alterbordspanelerne er formentlig udført i 1570'erne af de to snedkere, Rasmus og Knud Hansen, hvis navne står på lydhimlen fra 1575 (på sydsiden og næsten helt skjult af skibets væg).
Altersølvet er udført omkring 1700-tallets midte af Mads Jespersen Bolter, og den illusionistisk malede altertavle er tilsyneladende anskaffet 1744, men nymalet 1771 af formentlig Niels Poulsen Dahlin. Bemalingen er i al fald samtidig med hovedkirken, Østrups anskaffelse af en tilsvarende illusionistisk malet altertavle, der med god sikkerhed kan tillægges Dahlin. Den er nu ophængt på skibets nordvæg, mens der på alterbordet står en altertavle med Opstandelsesmaleri af Axel Hou fra 1934. Prædikestolen er udført af N. P. Jensen 1913 og udført med inspiration fra prædikestole fra overgangsfasen mellem gotik og renæssance, eksempelvis Næsbyhoved-Brobys prædikestol fra 1570'erne. N. P. Jensen tegnede også prædikestolen til Allesø Kirke fra 1914, hvori han genbrugte frisereliefferne fra Hjadstrupstolen.
- Korbuekrucifiks fra 1400-tallet
- Klokke fra 1300-tallet